# 普紹尼亞諾韋
46°47′43″N 31°7′35″E / 46.79528°N 31.12639°E

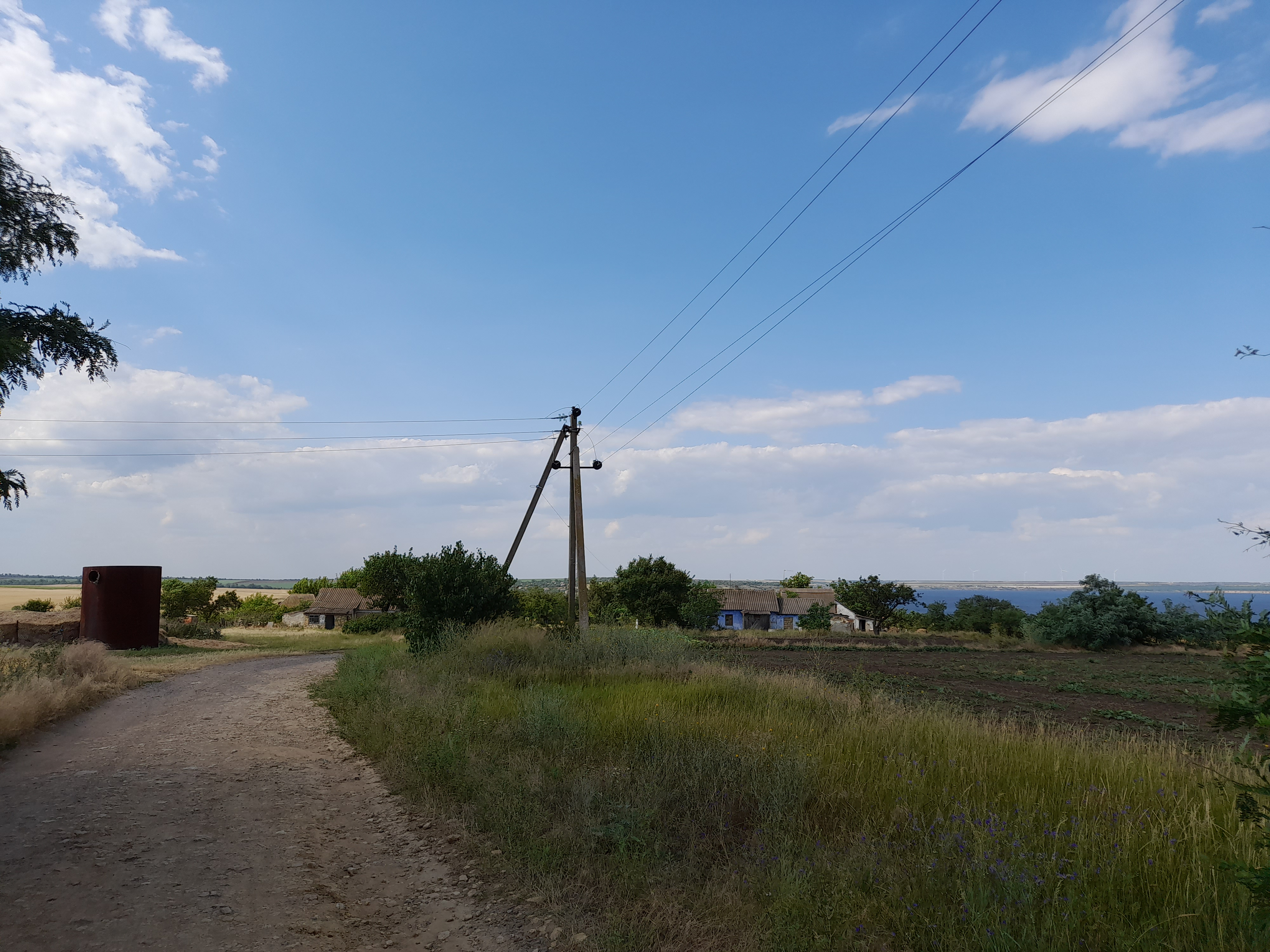

普紹尼亞諾韋（烏克蘭語：Пшонянове）是位於烏克蘭西南部的村莊，由敖德萨州敖德萨区的維濟爾卡市鎮負責管轄。該村始建於1850年，面積0.41平方公里，海拔高度35米，2001年人口177，人口密度每平方公里431.71人。